# Belldisc
La Belldisc Italiana S.p.A. fu una casa discografica milanese attiva dal 1967 al 1970.

## Storia
La Belldisc Italiana fu una casa di produzione e distribuzione discografica milanese nata il 23 maggio 1967, fondata da Antonio Casetta in qualità di amministratore unico, e Federico Monti Arduini (altrimenti noto come Il Guardiano del Faro) nel ruolo di direttore artistico.
Distribuiva etichette discografiche italiane come la Bluebell  e la Mini Records e rappresentava anche diversi marchi di etichette straniere, come la Blue Note, la Canadian-American, la Esp Disk, la Europa, la Hanna Barbera Records, la Hockey, la Liberty e la Somerset.
Aveva sede in via Turati 28 a Milano, mentre la sede legale era in via San Vittore 45.
Nel 1970 questi marchi furono accorpati in un'unica etichetta che prese il nome di Produttori Associati. Nel 2019 l'utilizzo del marchio è stato riattivato con la nascita della nuova etichetta Bluebelldisc.
Tra gli artisti che incisero per la Belldisc ricordiamo i Salis & Salis, Pino Presti, Brenton Wood, i Bat Bat, Ghigo Agosti, Fiammetta e Antonella Bottazzi.

## Gli storici dischi pubblicati
Per la datazione, ci si attiene all'etichetta del disco o della copertina.
Qualora nessuno di questi elementi avesse una datazione, ci si basa sulla numerazione del catalogo.
Se esistenti, abbiamo riportato oltre all'anno il mese e il giorno (quest'ultimo dato si trova, a volte, stampato sul vinile).

### 45 giri / Singoli / Album
| Numero di catalogo | Anno | Interprete        | Titoli                                                        |
| ------------------ | ---- | ----------------- | ------------------------------------------------------------- |
| BD 8001            | 1967 | Brenton Wood      | Gimme little sign/I think you've got your fools mixed ud      |
| BD 8002            | 1968 | Senor Soul        | Pata pata/Poquito soul                                        |
| BD 8003            | 1968 | Gianni Farano     | Se perdessi te/Se non torni tu                                |
| BD 8004            | 1968 | Lauretta Masiero  | La Cina è vicina/Qui ci vuole un uomo                         |
| BD 8005            | 1968 | Brenton Wood      | Gimme little sign/I think you0ve got your fools mixed ud      |
| BD 8006            | 1968 | Gianni Farano     | Parlami d'amore Mariù/E poi                                   |
| BD 8007            | 1968 | Salis & Salis     | Maribel/Nell'oscurità                                         |
| BD 8010            | 1968 | Fiammetta         | Un bambino biondo/Sette grandi alberi                         |
| BD 8013            | 1969 | Brenton Wood      | Il treno/A change is gonna come                               |
| BD 8014            | 1969 | Pino Presti       | In un posto fuori dal mondo/Messaggio d'amore                 |
| BD 8015            | 1969 | Salis & Salis     | Manchi solo tu/Piccola bimba                                  |
| BD 8016            | 1969 | Fiammetta         | Ma che domenica!/Serenità                                     |
| BD 8019            | 1969 | Boris Nicolai     | Gli occhi di Margherita/Mon Copain Bismarck                   |
| BD 8020            | 1969 | Aldo Reggiani     | Ballerai un'estate con me ragazzina/Pomeriggio un poco triste |
| BD 8021            | 1969 | Salis & Salis     | Il tuo ritorno/Maribel                                        |
| BD 8022            | 1969 | Clay Catalano     | Rischio del mio/Contro la città                               |
| BD 8023            | 1969 | Antonella         | Il ragazzo di piazza di Spagna/...un gatto!                   |
| BD 8025            | 1969 | Bat Bat           | Il sole splenderà/Sto parlando con te                         |
| BD 8026            | 1969 | Pino Mazzotta     | Non ho che te!/Annalisa                                       |
| BD 8027            | 1969 | Ghigo Agosti      | James Brown dice...io dico!!!/Io dico!!!! (parte seconda)     |
| BD 8032            | 1970 | Fabrizio De André | Il pescatore/Marcia nuziale                                   |